# Esparsette
Esparsette (Onobrychis) er en slægt med ca. 50 arter, som er udbredt i Centralasien, Mellemøsten og Syd- og Vesteuropa. Desuden er flere arter spredt fra dyrkning og naturaliseret i resten af Europa og i Nordamerika. Det er opretvoksende urter (enårige og stauder) med spredtstillede blade, som er uligefinnede. Småbladene er elliptiske til lancetformede og helrandede. Blomsterne er samlet i endestillede, klaseagtige stande med op til 50 blomster. De enkelte blomster er lyserøde med gule eller violette striber. De har den typiske, uregelmæssige ærteblomstbygning med fane, vinger og sammenvokset køl. Kun en af de 10 støvdragere er fri, resten er sammenvoksede. 
Her beskrives kun de arter, som er naturaliseret i Danmark, eller som dyrkes her.
| Beskrevne arter |

- Foder-Esparsette (Onobrychis viciifolia)

| Andre arter |

| - Onobrychis aequidentata - Onobrychis altissima - Onobrychis amoena - Onobrychis arenaria - Onobrychis argentea - Onobrychis argyrea - Onobrychis armena - Onobrychis biebersteinii - Onobrychis caput-galli - Onobrychis chorassanica - Onobrychis cornuta - Onobrychis crista-galli - Onobrychis cyri - Onobrychis dealbata - Onobrychis galegifolia - Onobrychis gaubae - Onobrychis gracilis - Onobrychis grandis - Onobrychis hajastana - Onobrychis hypargyrea | - Onobrychis iberica - Onobrychis inermis - Onobrychis kabylica - Onobrychis kachetica - Onobrychis kemulariae - Onobrychis megataphros - Onobrychis melanotricha - Onobrychis meschetica - Onobrychis michauxii - Onobrychis micrantha - Onobrychis montana - Onobrychis ornata - Onobrychis oxyodonta - Onobrychis oxytropoides - Onobrychis pallasii - Onobrychis paucidentata - Onobrychis peduncularis - Onobrychis persica - Onobrychis petraea - Onobrychis ptolemaica | - Onobrychis pulchella - Onobrychis radiata - Onobrychis saxatilis - Onobrychis sintenisii - Onobrychis stenorhiza - Onobrychis subacaulis - Onobrychis supina - Onobrychis tournefortii - Onobrychis transcaucasica - Onobrychis vaginalis - Onobrychis vassilczenkoi |